# Musique de chambre de Bruckner
En plus de ses compositions orchestrales et vocales, Anton Bruckner a composé quelques œuvres pour ensembles de musique de chambre au cours de ses séjours à Linz et Vienne.

## Linz
Après la fin de sa période d'étude auprès de Sechter, Bruckner continua à étudier auprès d'Otto Kitzler pour apprendre à orchestrer. Au cours de cette période (1862-1863), il composa des œuvres pour quatuor à cordes :
- Six scherzos pour quatuor à cordes, WAB 209[1]. Ces scherzos, composés au printemps de 1862, figurent aux p. 58-74 du Kitzler-Studienbuch[2]. Les Scherzos n° 5  en fa majeur et n° 6 en sol mineur – avec trio – sont des compositions de plus grande envergure.
Le scherzo n° 6 en sol mineur, « un sombre et rapide mouvement avec un trio lumineux d'allure schumannesque en sol majeur »[3], a été créé dans une adaptation pour orchestre à cordes le 28 mai 2016 par le Göttinger Barockorchester sous la direction de Benjamin-Gunnar Cohrs[3].
La version originale des scherzos n° 5 en fa majeur et n°  6 en sol mineur a été créée le 8 mars 2019 par l'ensemble Bruckners Kammermusik à Tokyo. Cette création peut être écoutée sur le site de John Berky[4].
Le 1er octobre 2024, le Quatuor Danel a interprété au Brucknerhaus Linz une intégrale des compositions pour quatuor à cordes composées pendant la période Kitzler, y compris une création des n° 1 à 4 des Six Scherzi pour quatuor à cordes[5]. Un enregistrement de ce concert est disponible dans la Bruckner Archive[6].
- Thème et variations en mi bémol majeur pour quatuor à cordes, WAB 210, un thème suivi de six variations[7] : p. 92–104 du Kitzler-Studienbuch. L’œuvre a été créée lors du concert d’ouverture des St. Florianer Brucknertage 2023[8]. Au cours de cette première les cordes de l’Altomonte Orchester ont exécuté les deux variantes de la cinquième variation[9],[7]. Un an plus tard, un enregistrement par le Quatuor Diotima a été édité[10].
- Le Quatuor à cordes en ut mineur, WAB 111[11], a été composé du 28 juillet au 7 août 1862 comme exercice suivant[12]. L'œuvre, qui se trouve aux pp. 165-196 du Kitzler Studienbuch[2],[13], est éditée dans le Volume XIII/1 de la Bruckner Gesamtausgabe[14].
- Rondo en ut mineur, WAB 208[15]. Après l'achèvement de la composition du Quatuor à cordes, Kitzler demanda à Bruckner de composer un nouveau rondo plus développé pour le final du Quatuor. Ce nouveau rondo, qui a été composé le 15 août 1862[16], se trouve aux pp. 197-206 du Kitzler Studienbuch[2],[17]. Il est publié séparément dans le Volume XII/1 de la Bruckner Gesamtausgabe[18].

Après la période d'étude auprès de Kitzler Bruckner composa l'œuvre suivante :
- Abendklänge (harmonies du soir), WAB 110[19], est une pièce de caractère de 36 mesures en mi mineur pour violon et piano, que Anton Bruckner composa le 7 juin 1866 pour Hugo von Grienberger[20],[21]. L'œuvre, dont le manuscrit archivé à l'Österreichische Nationalbibliothek est publiée dans le Volume XII/7 de la Bruckner Gesamtausgabe[18].

## Vienne
Au cours de son séjour à Vienne, Bruckner composa des œuvres pour Quintette à cordes :
- Le Quintette à cordes en fa majeur, WAB 112[22], a été composée entre décembre 1878 et juillet 1879, à la demande de Joseph Hellmesberger, Sr et a été dédicacé au Duc Max Emanuel de Bavière[23],[24]. L'œuvre, dont le manuscrit est archivé à l'Österreichische Nationalbibliothek, est éditée dans le Volume XIII/2 de la Bruckner Gesamtausgabe[14].
- L'Intermezzo en ré mineur, WAB 113[25], a été composé le 21 décembre 1879. Il était destiné à remplacer le scherzo du Quintette à cordes, que Hellmesberger trouvait trop difficile pour les exécutants[23],[26]. L'Intermezzo, dont le manuscrit est archivé à l'Österreichische Nationalbibliothek, est édité avec le Quintette à cordes dans le Volume XIII/2 de la Bruckner Gesamtausgabe[14].

## Sources
- Anton Bruckner: Sämtliche Werke, Band XXV: Das Kitzler Studienbuch (1861-1863), fac-similé, Musikwissenschaftlicher Verlag der Internationalen Bruckner-Gesellschaft, Paul Hawkshaw et Erich Wolfgang Partsch (Éditeurs), Vienne, 2015
- Anton Bruckner: Sämtliche Werke: Band XIII/1: Streichquartett C-Moll Musikwissenschaftlicher Verlag der Internationalen Bruckner-Gesellschaft, Leopold Nowak (Éditeur), Vienne, 1955
- Anton Bruckner: Sämtliche Werke: Band XII/1: Rondo C-Moll, Musikwissenschaftlicher Verlag der Internationalen Bruckner-Gesellschaft, Leopold Nowak (Éditeur), Vienne, 1985
- Anton Bruckner – Sämtliche Werke, Band XII/7: Abendklänge pour violon et piano, Musikwissenschaftlicher Verlag der Internationalen Bruckner-Gesellschaft, Walburga Litschauer (Éditeur), Vienne, 1995
- Anton Bruckner: Sämtliche Werke: Band XIII/2: Streichquintett F-Dur / Intermezzo D-Moll, Musikwissenschaftlicher Verlag der Internationalen Bruckner-Gesellschaft, Gerold W. Gruber (Éditeur), Vienne, 2007
- Paul-Gilbert Langevin, Anton Bruckner : apogée de la symphonie, Lausanne, L'Age d'Homme, 1977, 382 p. (ISBN 2-8251-0880-4, OCLC 4397312, lire en ligne) (Cf. chapitre IV.1.)
- Uwe Harten, Anton Bruckner. Ein Handbuch. Residenz Verlag, Salzbourg, 1996.  (ISBN 3-7017-1030-9).
- Cornelis van Zwol, Anton Bruckner 1824-1896 - Leven en werken, uitg. Thot, Bussum, Pays-Bas, 2012.  (ISBN 978-90-6868-590-9)